# Wake Pig
Wake Pig è il terzo album in studio del gruppo progressive rock 3, pubblicato nel 2004.

## Tracce
1. Alien Angel - 3:46
2. Where's Max - 2:15
3. Dregs - 3:26
4. Wake Pig - 3:14
5. Bramfatura - 1:40
6. Trust - 4:08
7. Dogs of War - 4:20
8. Soul to Sell - 2:36
9. Queen - 3:32
10. Monster - 2:43
11. Amazedisgrace + Trust (Alternate version) - 15:16

## Formazione
- Joey Eppard — voce, chitarra
- Billy Riker — chitarra
- Joe Cuchelo — basso
- Daniel Grimsland — basso
- Joe Stote — percussioni, tastiera
- Chris Gartmann — batteria